# نوریاکی ساننوبو
نوریاکی ساننوبو (انگلیسی: Noriaki Sanenobu؛ زادهٔ ۷ مهٔ ۱۹۸۰) بازیکن فوتبال اهل ژاپن است.